# 连州市
连州市是中华人民共和国广东省下辖的县级市，由清远市代管。位于广东省的西北部，北江支流连江的上游。北面与靠湖南省交界，全市总面积2663平方公里。市人民政府驻连州镇。

## 历史沿革
连州是广东省历史文化名城。西汉初（前183年）立县，隋朝开皇十年（590年）建州，称连州。明洪武二年(1369)三月，桂阳州省入连州，清朝時為連州直隸州，1912年改为连县，1994年4月经国务院批准撤县设市并改名为连州。
连州于2000多年前便有历史记载，许多历史上的著名人物，如唐代文学家韩愈，诗人刘禹锡，北宋哲学家周敦颐，南宋宰相张浚、学者张式，明代诗人屈大均，清代学者翁方纲等文人都在这里留下了诗文、墨迹和碑记。连州又是古代兵家必争之地，汉代伏波将军路博德、唐朝黄巢以及南宋将领岳飞都在连州驻守过。当年邓小平、张云逸曾率领红七军转战连州，留下一段佳话。如今，连州还是第三批全国城市环境综合整治优秀城市，全国体育先进市、优秀旅游城市、广东省旅游中心城市。

## 行政区划
连州市下辖10个镇、2个民族乡：
连州镇、星子镇、大路边镇、龙坪镇、西岸镇、保安镇、丰阳镇、东陂镇、九陂镇、西江镇、瑶安瑶族乡和三水瑶族乡。

## 人口
根据第七次全国人口普查结果，截至2020年11月1日零时，连州市常住人口为377220人。

## 对外交通

### 公路
- 234国道、 323国道、 107国道、 537国道
- 清连高速公路、 连山联络线
- 广连高速公路
- 二广高速广东段

二广高速怀集至湘界段已于2014年12月31通车，公路经过连州并设出口。
在该高速公路通车前，往湖南方向司机要先于连州经 114省道由九嶷山至湘界后，再行驶至二广高速已在湖南省开通的蓝山段。
- 岳临高速和 宜凤高速：位于湖南省内，南至粤湘界接 清连高速公路。

## 連州美食
- 丰阳牛肉乾
- 東陂水角糍
- 菜心炒臘肉
- 燜蛇碌
- 風味燜牛蹄
- 山塘釀豆腐
- 星子扣肉
- 酸菜（笋）魚湯
- 星子牛肉糍
- 牛雜煲
- 指粉
- 沙河粉
- 酸笋炒牛肉
- 龙坪酸菜炒大肠
- 炒水螺
- 连州菜心

## 连州国际摄影年展
经文化部批准，连州国际摄影年展于2005年起每年举办一届，影展致力于打造国际性和学术性的摄影节。
连州因影展的成功举办于2006年获得中国摄影家协会授予“中国摄影之城”称号。

## 特产
连州溪黄草：国家地理标志产品。